# ドラゴン・ダイヤ
ドラゴン・ダイヤ（1998年10月31日 - ）は、日本の男性プロレスラー。長野県須坂市出身。DRAGON GATE所属。血液型O型。

## 来歴
- 2017年4月、高校卒業後DRAGON GATE入門。同期は箕浦康太、小野翔希(現リングアナ)。
- 2018年11月6日 - 東京・後楽園ホール。対戦相手Eita＆神田裕之（パートナーは、ドラゴン・キッド）戦で、デビュー。
- 2019年11月4日 - 大阪府立体育会館大会で、行われたバトルロイヤルで、優勝する[2]
- 2021年12月1日 - 後楽園ホール大会の、ディアマンテ＆ダイヤ・インフェルノ組（パートナーは、シュン・スカイウォーカー）とマスカラ戦を闘ったが、パートナーのシュンに裏切られ敗れてマスクを失った。
- 2022年1月11日 - 後楽園ホール大会に突如登場し、オープン・ザ・ブレイブゲート王座を奪取、そして、元ダイヤ・インフェルノの吉岡勇紀と、タッグを結成する。
- 2022年1月12日 - 後楽園ホール大会にて吉岡勇紀とともにオープン・ザ・ツインゲート王座を奪取。
- 2022年3月3日 - 後楽園ホール大会にて、新タッグチーム名D'Courage（ディーカレッジ）を、発表する。
- 2022年3月22日 - 初の凱旋大会を行う。（須坂市）
- 2024年 - 負傷欠場の田口隆祐に変わり新日本プロレスのBEST OF THE SUPER Jr.にエントリー。開幕戦から8連敗と振るわなかったが、最終公式戦の5月31日の後楽園ホールにてKUSHIDA相手に初勝利して全敗を免れ、1勝8敗で終えた。
- 2024年 - KING OF GATEでは決勝に進出し、12月3日に行われた決勝戦で箕浦康太を必殺のレプテリアン・ラナで破り、初優勝を果たした。
- 2024年12月15日 - 福岡国際センター大会で自身の保持するオープン・ザ・ブレイブゲート王座とYAMATOが保持するオープン・ザ・ドリームゲート王座のダブルタイトル戦に挑むも破れ、ブレイブゲート王座から陥落。

## 得意技
レプテリアン・ラナ
初期のフィニッシャー。飛びつき式のウラカン・ラナ。最近は使用してない。
レプテリアン
フィニッシャー。飛びつき式の前方回転エビ固め。ダブルコークを開発してから使用頻度が減少。
ダブルコーク
レプテリアンの体勢から横十字固めに移行する技。初期はレプテリアン改の名前で使用していた。
ファイアーバード・スプラッシュ
スタンディング・シューティングスタープレス
ドロップキック
ミサイルキック
フロムジャングル
吉野正人から継承された技である。
アショカ・ピラー
相手に飛びつきDDTの要領で組みついて、体を捻りながらスタナーに移行する技。K-ness.が使用していたバンパイアシザースを技名は違えど、継承された技である。
DDDDT
セカンドコーナーから放つダイビングDDT。

## タイトル歴
DRAGON GATE
- 第44代・第52代オープン・ザ・ブレイブゲート王座
- 第56代・第59代・第64代・第69代オープン・ザ・ツインゲート王座 （パートナーは吉岡勇紀→菊田円→吉岡勇紀）
- 第68代・第72代オープン・ザ・トライアングルゲート王座[3][4]（パートナーはBen-K＆ストロングマシーン・J→ジェイソン・リー&ラ・エストレージャ）
- KING OF GATE 優勝（2024年）